# Julian Rathbone
Pour les articles homonymes, voir Rathbone.
Julian Rathbone, né à Blackheath à Londres le 10 février 1935 et mort à Thorney Hill, Hampshire, le 28 février 2008, est un romancier et un auteur britannique de roman policier, de roman historique, de science-fiction et de roman d'espionnage.

## Biographie
Petit-neveu de l’acteur Basil Rathbone, il fait ses études supérieures à l’Université Cambridge. Il devient ensuite professeur d’anglais en Turquie, puis en Angleterre de 1959 à 1973. Cette expérience d’enseignement lui fait voir la pauvreté et les rapports de classe dans toute leur impitoyable inhumanité. Elle infléchit son discours politique vers la gauche. Grand admirateur de l’humanisme de Graham Greene, mais dégagé de toute référence religieuse, Julian Rathbone écrit des romans policiers afin d’illustrer ses convictions sur les dérives du monde contemporain. 
Dans son premier roman, Diamonds Bid (1966), apparaît Nur Arslan, surnommé Nur Bey, un policier turc grand, mince, séduisant et incorruptible qui revient dans Hand Out (1968), un roman d’espionnage où il doit porter secours à l’agent secret britannique Adrian Hand, qui a filmé des installations ultra-secrètes en territoire soviétique, et Le Sens de la famille (1972), où il vient en aide cette fois à un naïf homme d’affaires anglais qui s’est fait piéger par un réseau de trafic de drogue. Deux autres romans sans Nur Bey se déroulent en Turquie : À couteaux tirés (1969) et Kill Cure (1975).   
Les intrigues des romans suivants sont situées en Espagne, sauf pour King Fisher Lives, un texte qui n’appartient pas au genre policier et qui raconte le périple psychologique d’un hippie américain en quête de sa propre voie hors d’une société qu’il considère totalement corrompue. Œuvre majeure de Rathbone, elle a été sélectionnée pour le Prix Booker en 1976, tout comme Joseph, en 1979, un gros roman historique évoquant l’Espagne durant les guerres napoléoniennes entre 1808 et 1813.
Un des héros attachants de Rathbone demeure Jan Argand, un brave inspecteur espagnol incapable de faire respecter la loi devant la puissance conjuguée des milieux politique et industriel. Dans Base Case (1981), par exemple, il s’oppose en vain à l’implantation illégale d’une base nucléaire américaine sur un site écologiquement fragile des Îles Canaries.  Le constat de l’auteur est amère : l’humanisme et la bonne volonté sont de peu de poids contre le pouvoir despotique et la recherche du profit. 
Rathbone, qui a également donné vie à la jeune Renate Fechter, membre d’une brigade de la police écologique allemande, et au détective privé britannique Chris Shovelin, a aussi publié Trajectories (1998), un roman d’anticipation se déroulant dans une Grande-Bretagne de cauchemar en l’an 2035, et Wellington's War (1984), un brillant essai-hommage au duc de Wellington.

## Œuvre

### Romans

#### SérieNur Bey
- Diamonds Bid (1966)
- Hand Out (1968)
- Trip Trap (1972) Publié en français sous le titre Le Sens de la famille, Paris, Librairie des Champs-Élysées, Le Masque no 1242, 1972

#### SérieInspecteur Jan Argand
- The Euro-Killers (1979)
- Base Case (1981)
- Watching the Detectives (1983)

#### SérieRenata Fechter
- Accident Will Happen (1995)
- Brandeburg Concerto (1998)

#### SérieChris Shovelin
- Homage (2001)
- As Bad as It Gets (2003)

#### Autres romans policiers
- With My Knives I Know I'm Good (1969) Publié en français sous le titre À couteaux tirés, Paris, Librairie des Champs-Élysées, Le Masque no 1281, 1973 ; réédition, Paris, Librairie des Champs-Élysées, Le Club des Masques no 511, 1983
- Kill Cure (1975)
- Bloody Marvellous (1975)
- ¡Carnival! (1976)
- A Raving Monarchist (1977)
- A Spy of the Old School (1982)
- Nasty, Very (1984)
- Lying in State  (1985)
- Z.D.T. (1986)
- Greenfinger (1987)
- The Crystal Contract (1988)
- The Pandora Option (1990)
- Dangerous Games (1991)
- Sand Blind (1993)
- Intimacy (1995)
- Dream (1999)
- Kings of Albion (2000)
- Beyond Reasonable Doubt (2000)

#### Autres romans non-policiers
- King Fisher Lives (1976)
- The Princess a Nun! (1978)
- The Last English King (1997)
- Blame Hitler (1997)
- A Last Resort (1980)
- The Mutiny (2007)

#### Romans historiques
- Joseph (1979)
- A Very English Agent (2002)
- Birth of a Nation (2004)

#### Roman d’anticipation
- Trajectories (1998)

### Autre publication
- Wellington's War (1984)

## Sources
- Jacques Baudou et Jean-Jacques Schleret, Le Vrai Visage du Masque, vol. 1, Paris, Futuropolis, 1984, 476 p. (OCLC 311506692), p. 353-354.
- (en) John M. Reilly (Ed.), Twentieth-century crime and mystery writers, New York, St. Martin's Press, coll. « Twentieth-century writers of the English language », 1982 (réimpr. 1991), 2e éd., 1568 p. (ISBN 978-0-312-82417-4, OCLC 6688156), p. 752-753.